# 塔爾諾夫斯凱古雷
塔爾諾夫斯凯古雷（波蘭語：Tarnowskie Góry，德语：Tarnowitz，塔尔诺维兹）是位於波蘭南部西里西亞的城市。靠近卡托維茨。自1999年起，屬西里西亞省。在1975-1998年期間，屬卡托維茨省。是塔爾諾夫斯凯古雷縣的縣治。

## 友好城市
- 法國 瓦济耶

## 外部連結
- Municipal website （页面存档备份，存于）
- Tarnowskie Góry - Portal （页面存档备份，存于）
- Tarnowskie Góry - Cultural Events
- Tarnowskie Góry - Portal Informacyjny （页面存档备份，存于） （波兰語）
- Jewish Community in Tarnowskie Góry （页面存档备份，存于） on Virtual Shtetl

50°27′N 18°51′E / 50.450°N 18.850°E